# Pargas
Pargas (schwedisch) oder Parainen (finnisch; 2009 bis 2011 Väståboland bzw. Länsi-Turunmaa) ist eine Stadt im Südwesten Finnlands mit 14.991 Einwohnern (Stand 31. Dezember 2022). Sie liegt im Schärenmeer vor der Küste der Landschaft Varsinais-Suomi und umfasst neben der eigentlichen Kernstadt ein ausgedehntes Schärengebiet. In ihrer heutigen Form entstand die Großkommune, als die Stadt Pargas sich zum Jahresbeginn 2009 mit den Gemeinden Nagu, Korpo, Houtskär und Iniö zur Stadt Väståboland vereinigte. Diese wurde Anfang 2012 wieder in Pargas umbenannt. Rund 60 % der Einwohner sind Finnlandschweden. Offiziell ist die Stadt zweisprachig mit Schwedisch als Mehrheits- und Finnisch als Minderheitssprache.

## Geografie

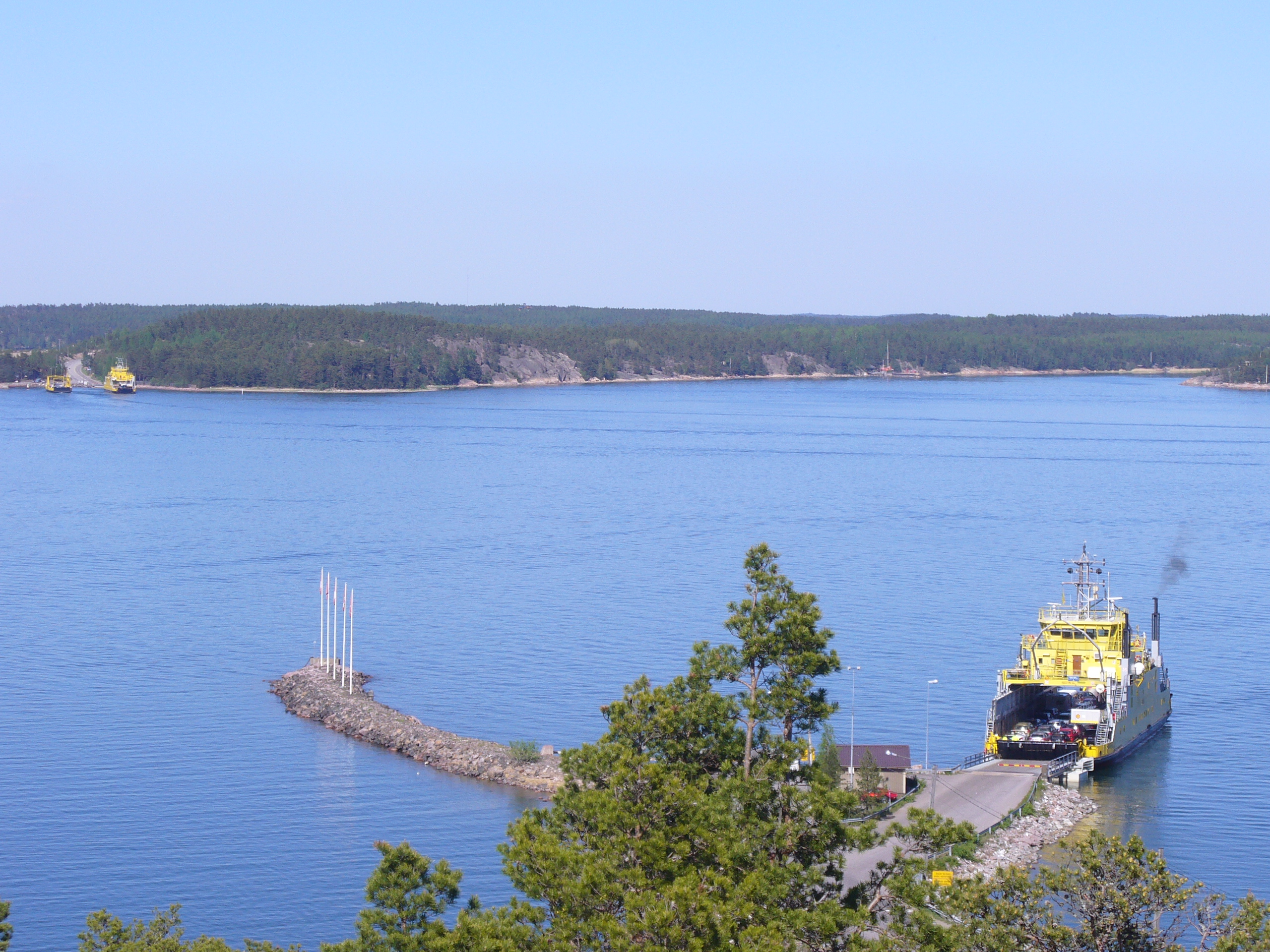
Fähre zwischen den Inseln Stortervolandet und Lillandet

Pargas liegt im Schärenmeer vor der Südwestküste Finnlands und gehört zur Landschaft Varsinais-Suomi. Das Stadtzentrum von Pargas ist 23 Kilometer von der Großstadt Turku entfernt. Neben der Kernstadt, die ganz im Osten von Pargas unweit des Festlandes liegt, umfasst das administrative Stadtgebiet den gesamten Westteil der Region Åboland im südlichen Teil des Schärenmeers und erstreckt sich über ein ausgedehntes Gebiet mit über 10.000 Schären und Klippen. Die größte West-Ost- und Nord-Süd-Ausdehnung beträgt jeweils rund 75 Kilometer. Insgesamt hat Pargas eine Fläche von 1877,9 Quadratkilometern. Unter Ausschluss der Meeresgebiete sind es 868,6 Quadratkilometer.
Das Schärengebiet von Pargas lässt sich in die inneren Schären im Norden und die äußeren Schären im Süden untergliedern. In den inneren Schären sind die Inseln größer und werden nur durch schmale Sunde getrennt, während die äußeren Schären aus kargen Klippen auf hoher See bestehen. Auf der Insel Utö im äußeren Schärengebiet von Pargas befindet sich die südlichste ganzjährig besiedelte Siedlung Finnlands.
Die größten Inseln von Pargas sind Storlandet (72 Quadratkilometer), Ålön (70 Quadratkilometer), Kyrklandet (64 Quadratkilometer), Kirjalaön (49 Quadratkilometer), Lillandet (38 Quadratkilometer), Stortervolandet (37 Quadratkilometer), Lemlax (34 Quadratkilometer), Huvudlandet (31 Quadratkilometer), Attu (20 Quadratkilometer), Norrskata (15 Quadratkilometer), Kirjais (10 Quadratkilometer) und Keisitö (10 Quadratkilometer). Die wichtigsten Siedlungen sind die Kernstadt von Pargas auf Ålön, die Kirchdörfer Nagu auf Storlandet, Korpo auf Kyrklandet und Houtskär auf Huvudlandet sowie Norrby, das Kirchdorf der ehemaligen Gemeinde Iniö.

## Geschichte

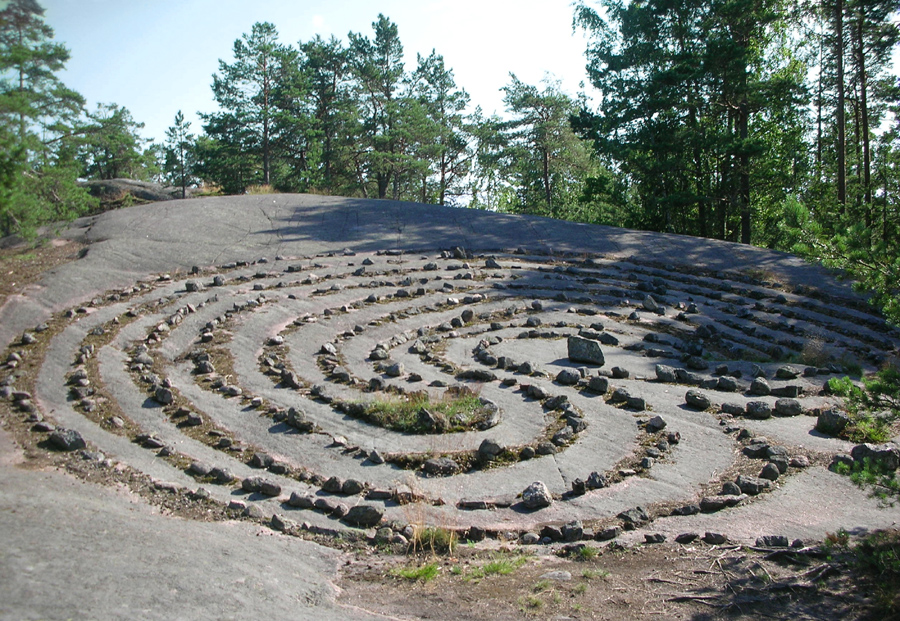
Trojaburg in Nagu

Auf den Schären von Pargas gab es während der Eisenzeit eine spärliche Besiedlung durch Finnen, die von Fischerei und Robbenjagd lebten. Zwischen dem 12. und 14. Jahrhundert ließen sich Ackerbau treibende schwedischen Einwanderer im Gebiet nieder und verdrängten die finnische Bevölkerung. Zur gleichen Zeit wurde das Gebiet von Pargas in das schwedische Reich und die Kirchenverwaltung eingegliedert. Das erste Kirchspiel Pargas wurde Anfang des 13. Jahrhunderts gegründet, um 1300 folgte die Gründung des Kirchspiels Korpo. Nagu wurde vermutlich Anfang des 14. Jahrhunderts zu einer Kapellengemeinde von Pargas und gegen Ende desselben Jahrhunderts dann zu einem eigenständigen Kirchspiel erhoben. 1554 werden erstmals Houtskär als Kapellengemeinde von Korpo sowie Iniö als Kapellengemeinde von Taivassalo erwähnt. Eigenständig wurden diese beiden Kirchspiele erst 1865 beziehungsweise 1908.
1948 wurde das Gemeindezentrum von Pargas zum Marktflecken (köping / kauppala) erhoben und aus der umliegenden Landgemeinde Pargas gelöst. 1967 vereinigte sich die Landgemeinde wieder mit dem Marktflecken, zehn Jahre später erhielt Pargas das Stadtrecht. Zum Jahresbeginn 2009 vereinigten sich Pargas, Nagu, Korpo, Houtskär und Iniö zur Stadt Väståboland. Als Name für die neue Stadt waren unter anderem Pargas, Gullkrona, Berghamn und Havskrona im Gespräch gewesen. Letztlich wurde als Name Väståboland festgelegt, obwohl das für die Sprachpflege der in Finnland gesprochenen Sprachen zuständige Forschungsinstitut für die Sprachen Finnlands sich gegen diesen als künstlich empfundenen Namen aussprach. Anfang 2012 wurde der Name der Stadt aber wieder in Pargas geändert.

## Bevölkerung

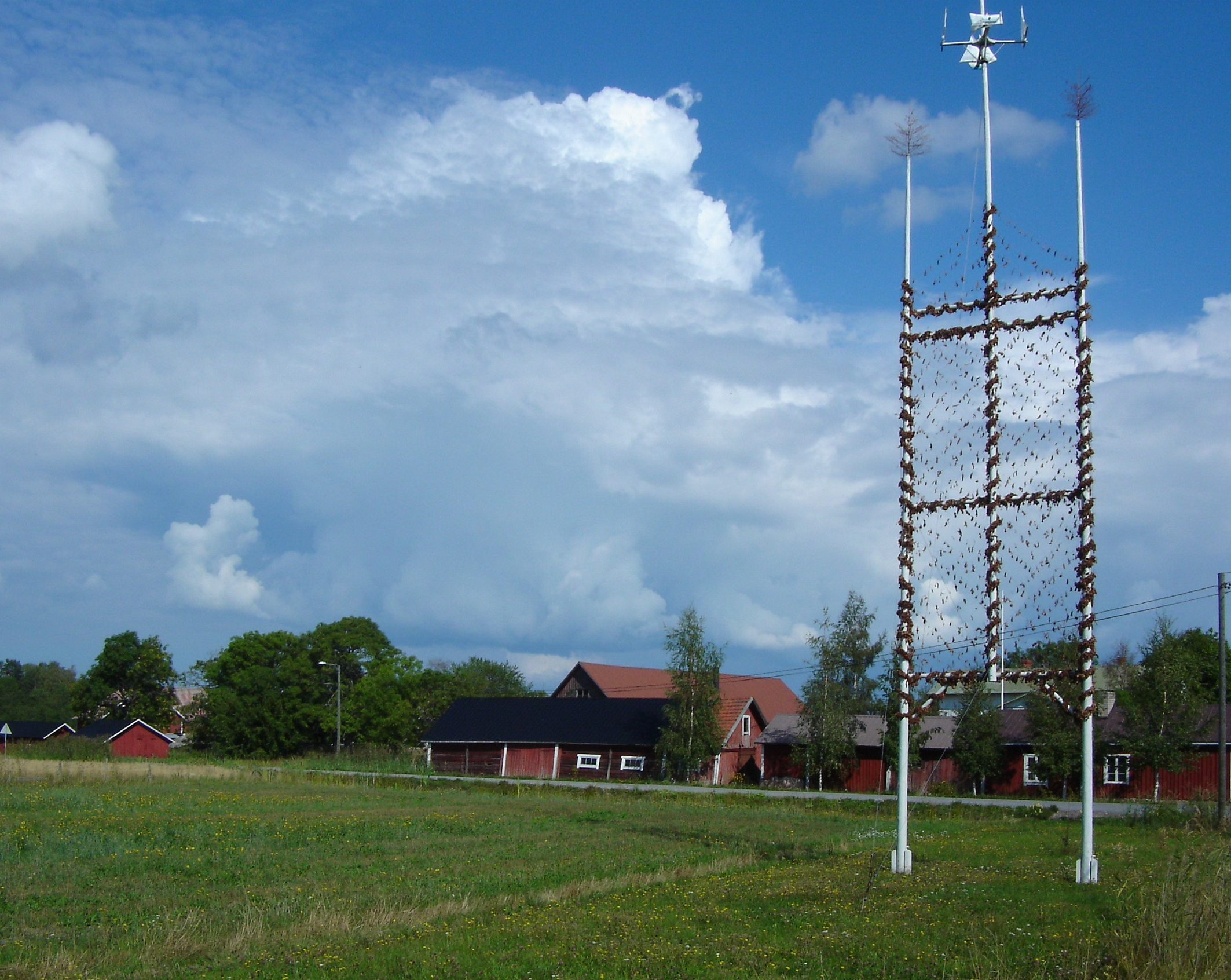
Der Mittsommerbaum in Norrby (Iniö) ist ein sichtbares Zeichen der finnlandschwedischen Kultur.

Die Stadt Pargas hat 14.991 Einwohner (Stand 31. Dezember 2022). Die Bevölkerungsdichte beträgt 17,6 Einwohner pro Quadratkilometer. Vier Fünftel der Einwohner leben im ehemaligen Stadtgebiet von Pargas vor der Gemeindefusion, das zum Einzugsbereich Turkus gehört. Die abgelegenen Schären im Westen sind dagegen nur dünn besiedelt. So leben im ehemaligen Gemeindegebiet von Iniö nur vier Einwohner pro Quadratkilometer.
Die im südlichen Teil des Schärenmeers gelegene Region Åboland gehört traditionell zum Siedlungsgebiet der Finnlandschweden. Durch die Zuwanderung von Menschen aus anderen Teilen Finnlands gibt es heute aber auch einen großen finnischsprachigen Bevölkerungsanteil in Pargas. 57,3 % der Einwohner sprechen Schwedisch, 41,1 % Finnisch als Muttersprache (Stand 2010). Auf den Schären im Westen ist der finnlandschwedische Bevölkerungsanteil deutlich höher als im östlichen Stadtgebiet. Offiziell ist Pargas zweisprachig mit Schwedisch als Mehrheits- und Finnisch als Minderheitssprache.

## Politik
Die stärkste politische Kraft in Pargas ist die Schwedische Volkspartei, die traditionelle politische Vertretung der Finnlandschweden. Bei der Kommunalwahl 2008 erhielt sie über die Hälfte der Stimmen und verfügt somit im Stadtrat, der höchsten Entscheidungsinstanz für lokale Angelegenheiten, mit 24 von 43 Sitzen über eine absolute Mehrheit. Bei vorangegangenen Kommunalwahlen hatte die Schwedische Volkspartei in den damaligen Gemeinden Houtskär, Iniö und Korpo sogar sämtliche Stimmen auf sich vereinigen können. Ebenfalls im Stadtrat von Pargas vertreten sind die Sozialdemokraten mit acht, die konservative Nationale Sammlungspartei mit fünf sowie die Zentrumspartei, der Grüne Bund und das Linksbündnis mit jeweils zwei Abgeordneten.
| Partei                  | Wahlergebnis | Sitze |
| ----------------------- | ------------ | ----- |
| Schwedische Volkspartei | 51,9 %       | 24    |
| Sozialdemokraten        | 18,0 %       | 8     |
| Sammlungspartei         | 12,3 %       | 5     |
| Zentrumspartei          | 6,1 %        | 2     |
| Grüner Bund             | 4,7 %        | 2     |
| Linksbündnis            | 4,2 %        | 2     |

## Wappen

Wappen von Pargas

Ehemaliges Wappen von Pargas

Die Stadt Pargas führt seit der Gemeindefusion 2009 das Wappen der ehemaligen Gemeinde Nagu. Es wurde 1958 vom Heraldiker Gustaf von Numers entworfen. Die Blasonierung lautet: „Im roten Schild ein silberner Anker mit goldener Krone“. Der Anker verweist auf die Seefahrt in der Schärenregion, die Krone auf die Gullkronafjärd-Meerenge.
Vor 2009 führte Pargas ein anderes Wappen. Es wurde ebenfalls von Gustaf von Numers entworfen und 1961 angenommen. Die Blasonierung lautet: „Im roten Schild pfahlweise ein geflügelter Bergmannshammer, dessen Schaft den Unterteil eines Ankers samt Spitzen bildet, alles in Gold“. Der Anker verweist auf die Seefahrt, der Bergmannshammer auf den Steinbruch in Pargas. Rot und Gold sind die heraldischen Farben der Landschaft Varsinais-Suomi.

## Wirtschaft und Infrastruktur

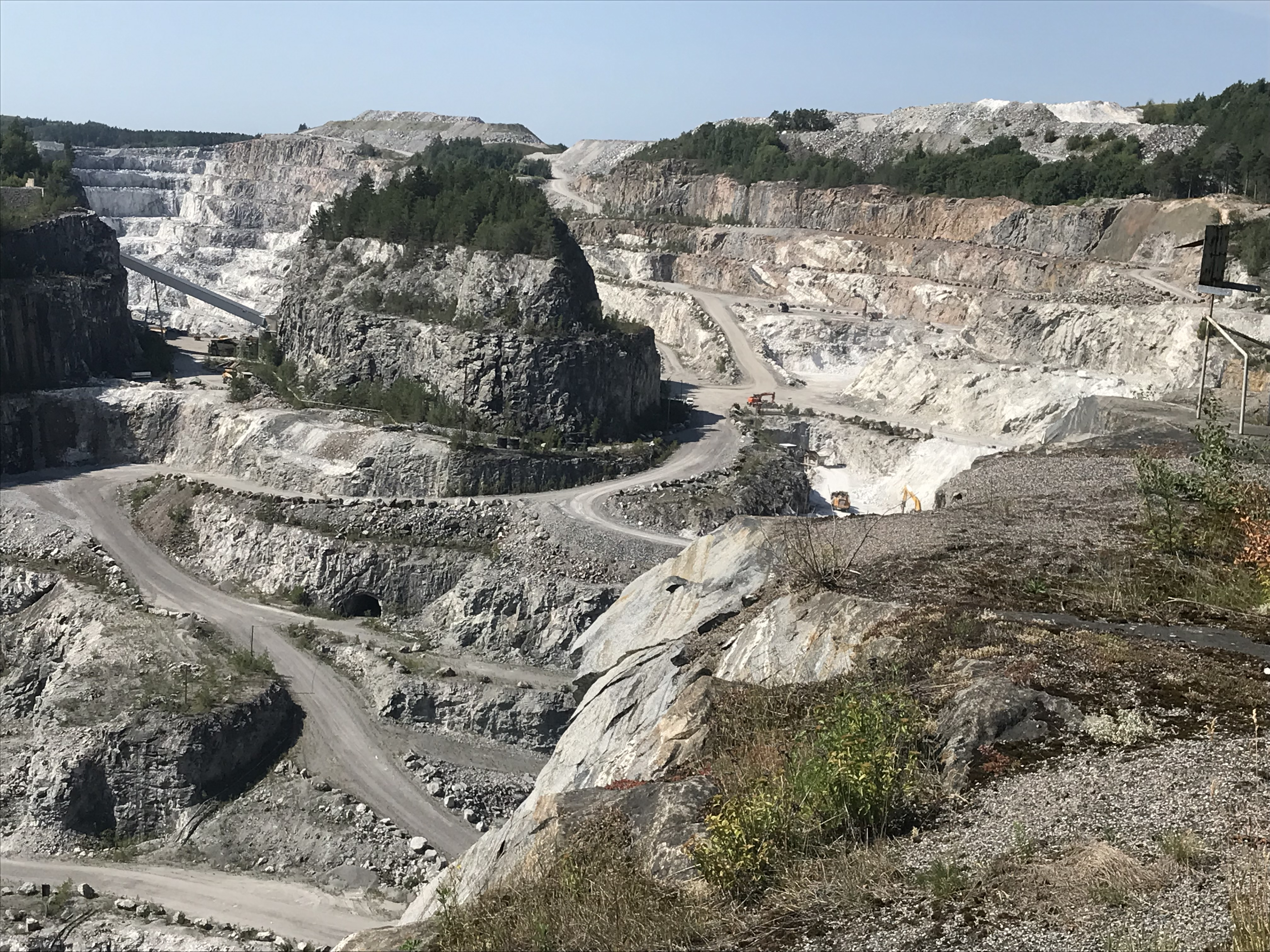
Kalksteinbruch in Pargas

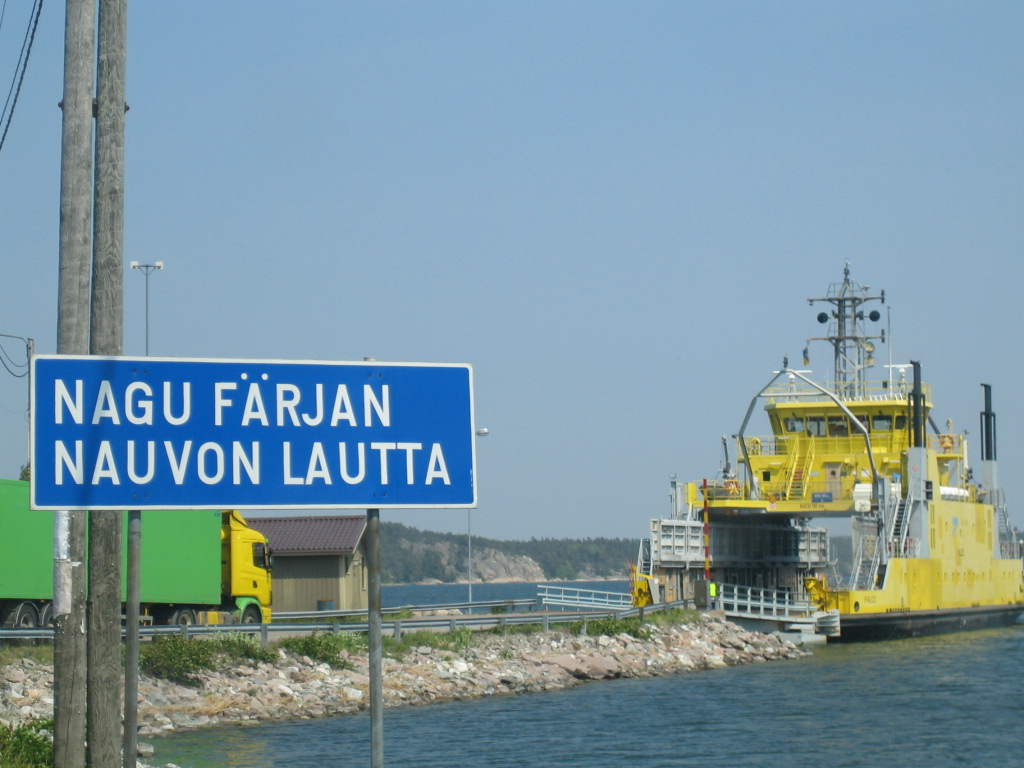
Zweisprachiges Straßenschild am Anleger der Fähre zwischen Pargas und Nagu

In Pargas befindet sich der größte Kalksteinbruch Finnlands sowie eine der größten Kalkverarbeitungsfirmen weltweit namens Nordkalk. Daneben ist dank der Schärenlandschaft der Tourismus im Sommer ein wichtiger Wirtschaftsfaktor. Von allen finnischen Gemeinden hat Pargas mit über 8000 die größte Zahl an Ferienhäusern (mökki). Für Segler stehen zehn Bootshäfen und 20 kleinere Anlegestellen zur Verfügung.
Über insgesamt zwölf Brücken, acht kostenlose Straßenfähren und zehn Verbindungsfähren ist Pargas an das Verkehrsnetz angeschlossen. Die Schären von Pargas sind durch die Schärenringstraße untereinander verbunden. Das Stadtzentrum von Pargas ist vom Festland aus über drei Brücken erreichbar. Zu den übrigen Inseln verkehren Fähren. Von Galtby in Korpo aus besteht zudem eine Fährverbindung von Ålandstrafiken über Kökar nach Långnäs auf Åland.

## Kultur und Sehenswürdigkeiten

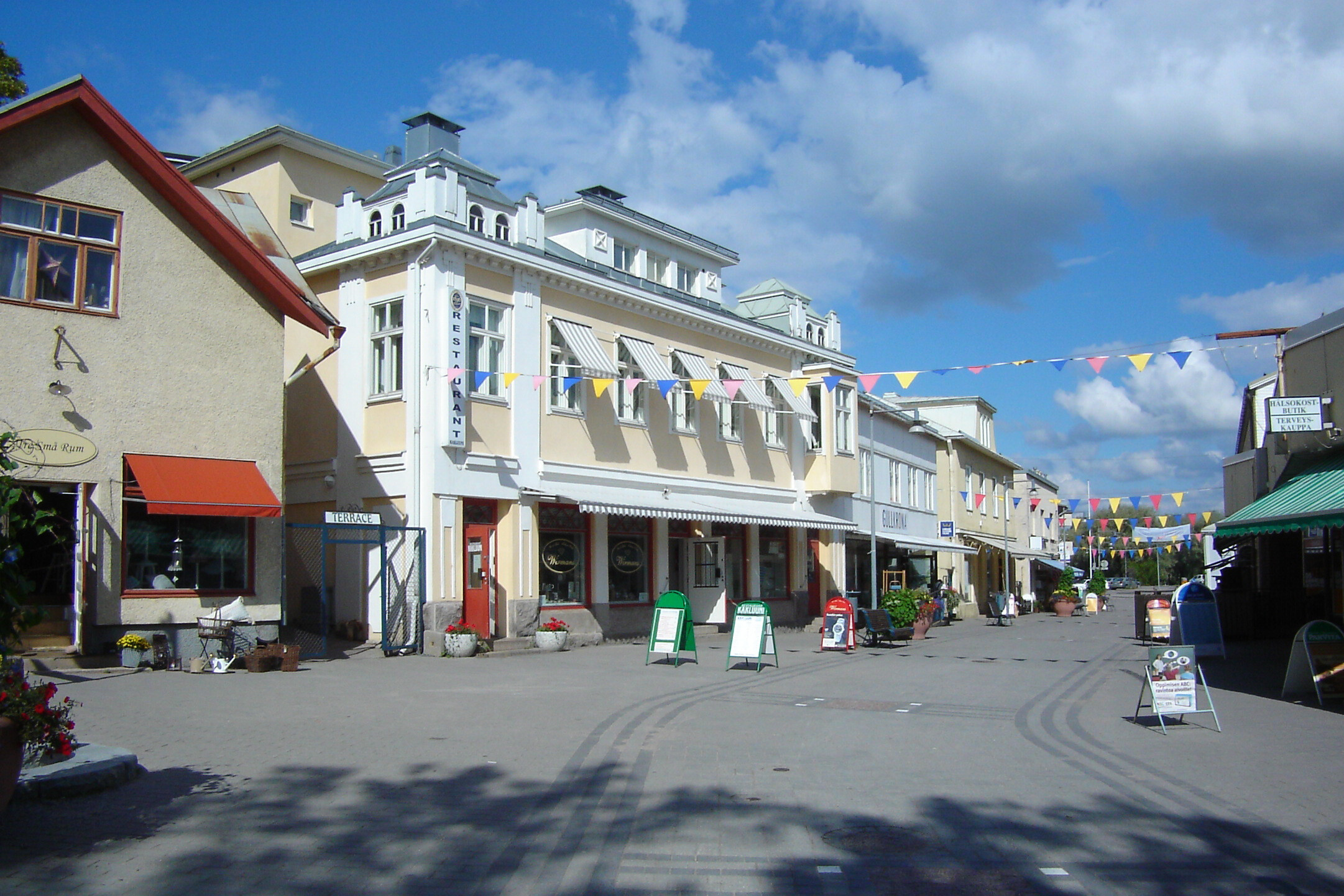
Fußgängerzone in Gamla Malmen

Zu den Sehenswürdigkeiten von Pargas gehört neben der Natur des Schärenmeeres die Gamla Malmen bzw. Vanha Malmi („Alter Markt“) genannte Altstadt mit ihrer Fußgängerzone und malerischen Holzhäusern. Östlich von Pargas befindet sich Qvidja, der älteste erhaltene Herrensitz Finnlands und eine der wenigen erhaltenen mittelalterlichen Adelsburgen des Landes. Von historischem Interesse ist ferner die Insel Själö (Seili), die von etwa 1620 bis 1785 als Verbannungsort für Leprakranke diente. Bis 1962 waren in dem Krankenhaus von Själö geistig Behinderte untergebracht. Heute beherbergt die Insel eine Forschungsstation der Universität Turku. Auf der Insel Utö befindet sich der älteste Leuchtturm Finnlands (1814 erbaut).

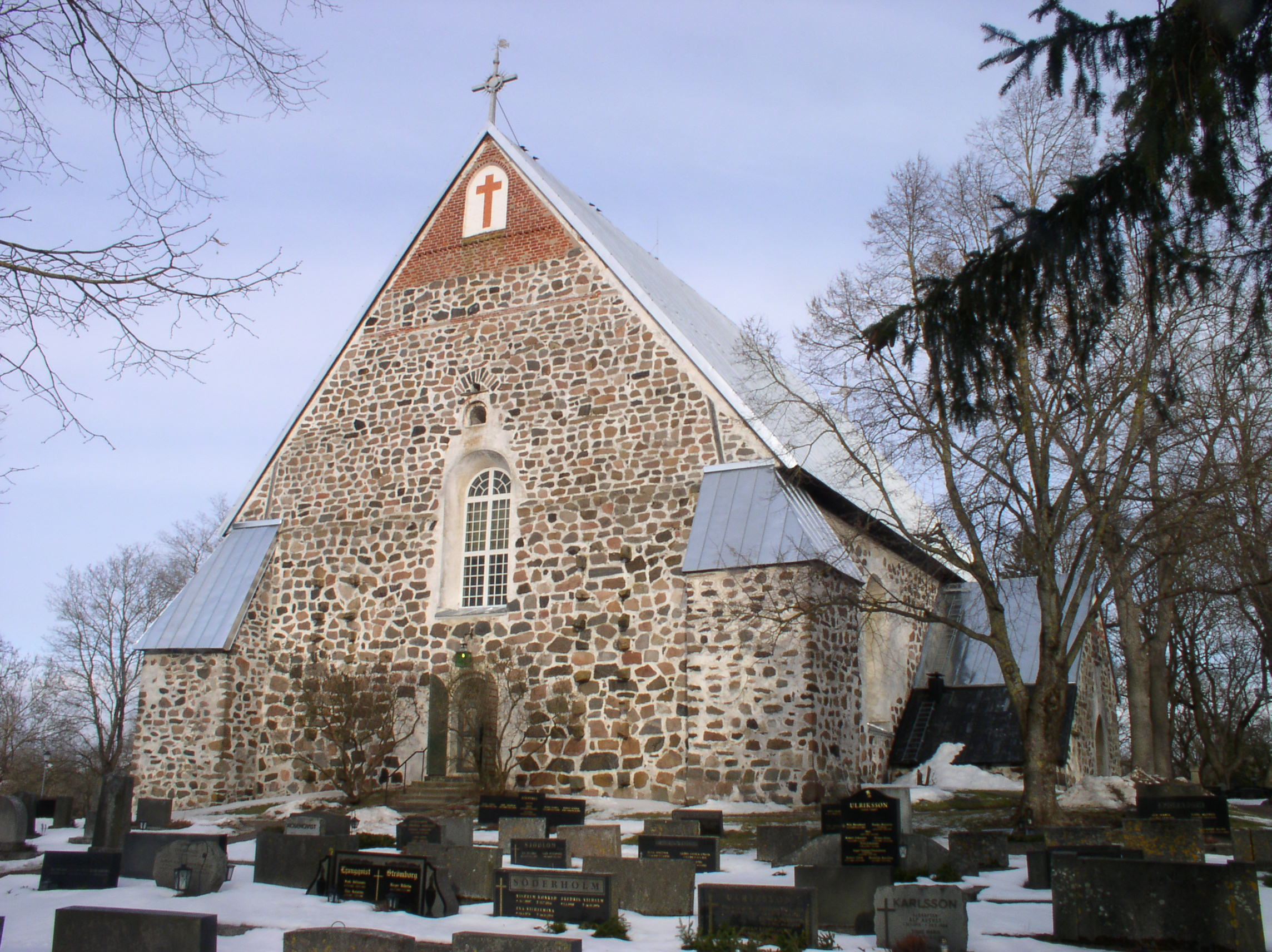
Die Kirche von Pargas

In Pargas gibt es neun Kirchenbauten. Die ältesten Bauwerke in Pargas sind die drei mittelalterlichen Feldsteinkirchen in Pargas, Nagu und Korpo, die jeweils aus der Mitte des 15. Jahrhunderts stammen. Zwei Holzkirchen befinden sich auf den Inseln Själö und Nötö: Die Kirche von Själö wurde 1733 errichtet, die Kirche von Nötö stammt aus den Jahren 1756–57. Die Kirche von Iniö wurde zwischen 1797 und 1800 aus Stein erbaut und ist nach der schwedischen Prinzessin Sophie Wilhelmine benannt. Auf der Insel Jurmo befindet sich eine Kapelle aus dem Jahr 1846. Jüngeren Datums sind die Kirche von Norrskata (1933) und die Kapelle auf der Insel Aspö (1955–56).

## Söhne und Töchter
- Aimo Aaltonen (1906–1987), kommunistischer Politiker
- Petri Kotwica (* 1964), Filmregisseur und Drehbuchautor
- Hanna Lindberg (* 1983), finnlandschwedische Historikerin und Chefredakteurin von Finsk Tidskrift
- Anna Westerlund (* 1989), Fußballspielerin
- Volmar Wikström (1889–1957), Ringer